# Клинок

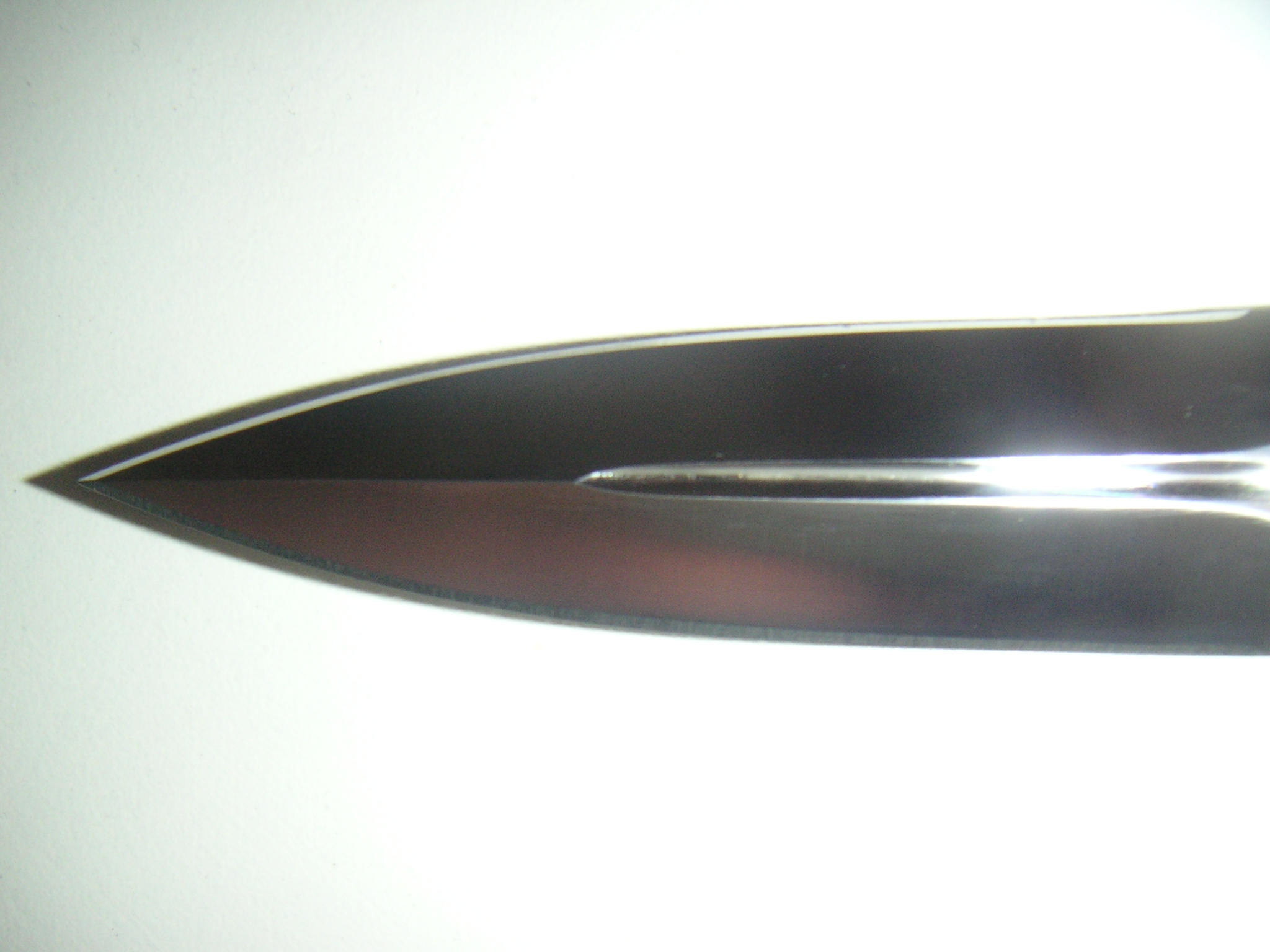
Лезо кинджала

Клино́к, ле́зо (іноді залі́зко, жало́, лі́зко) — гостра частина знаряддя, інструменту, зброї або машини, яким ріжуть, колють або рубають. Клинок, це зменшувальна форма від слова клин. Може бути виготовлене з металу або інших достатньо твердих матеріалів — каменю, кістки, кераміки, пластмаси.

## Конструкція

Леза бойових ножів

Лезо є складовою частиною ножа, кинджала та інших інструментів і зброї. Залежно від конструкції і кількості лез, розмірів і форми зброя може мати різні принципи вражаючої дії: колоти, різати, рубати, тощо.
Холодна зброя може мати різну форму і довжину леза: коротке лезо (бебут, кинджал, кортик та інші) та довге лезо (меч, палаш, рапіра, шабля, шашка, шпага тощо).
За формою розрізняють прямі, вигнуті і хвилясті леза. Поперечний переріз леза може бути плоским, ромбічним, гранча́стим. Лезо буває двох видів: гладке і пилкоподібне (зубчасте лезо або серейтор).
Для підвищення жорсткості на плоскому боці клинка (плазі) робиться поздовжній жолобок — дол. Часто один широкий жолобок замінюється двома-трьома вузькими або їх поєднанням — вузький-широкий. Клинки, загострені з одного боку, називають однобічними (односічними), а з обох сторін, — двобічними (двосічними). В однобічному протилежна тупа сторона має назву тупій, або тилій. Розширена до вістря частина леза у східних типів шабель називається ельманню. Хвилясті леза мають мечі, шпаги, шаблі та кинджали.

## Будова ножа

Складові шаблі

Деталі A не відносяться до клинка

B — клинок (лезо, залізко). 

Основні частини клинка:

C — застава — сильна частина клинка. 

D — міць — середня частина клинка. 

E — перо — двосічний кінець клинка (слабка частина клинка, передньої — робочої — частини клинка). 

Деталі клинка:

5 — гострій — різальний окраєць. 

6 — тилій (обух) — незагострений бік клинка. 

7 — плаз (голомінь) — бічна площина клинка. 

8 — дол — жолобок, що одночасно збільшує міцність і полегшує штабу. 

9 — молоток (єлмань) — збільшує міцність передньої — робочої — частини клинка. 

10 — вістря (носок, штих, жало).

Інші деталі клинка:

п'ята — незагострена частина різального окрайця біля держака
Зазвичай ніж складається з двох основних частин: клинка й колодки. Часто виділяють штабу — металеву основу холодної клинкової зброї, що складається з клинка та хвостовика. У тому випадку, якщо клинок сходиться клиноподібно в одну точку до кінця, то ця точка називається вістрям ножа. Той бік леза, який загострений, називається ріжучою кромкою або гострієм. Спусками називаються поверхні тієї частини клинка, які звужується до ріжучої кромки. Сторона, протилежна до ріжучої кромки леза, називається тупієм, або тилієм. На бічній поверхні клинка іноді роблять жолобки — доли. Частина клинка, яка примикає до руків'я і є незаточеною, називається п'ятою клинка.
Набагато рідше, ніж у мечів, між клинком і руків'ям ножа розміщена гарда, що оберігає кисть руки. Частина штаби, яка знаходиться всередині руків'я, або до якої якимось іншим способом кріпиться руків'я, називається хвостовиком ножа.
Хвостовик ножа слугує для насаджування держака (руків'я). Застосовуються два способи: насадний, при якому втулка держака насаджується на хвостовик, і накладний, при якому хвостовик з двох сторін обкладається опуклими площинами (щічками) держака. При всадному способі держак закріплюється вершечком (клепкою або гайкою), при накладному способі — щічки держака кріпляться двома-трьома заклепками.